# Коти-аристократи
«Коти-аристократи», також «Аристокоти» (англ. «The Aristocats»; суміш слів «аристократи» та «коти») — повнометражний анімаційний фільм студії Волта Діснея 1970 року. Це двадцятий повнометражний анімаційний фільм студії. Фільм оснований на історії Тома МакГавена. Події відбуваються навколо родини аристократичних котів. Далі розповідається про те, як аристокоти познайомилися з бездомним котом, який допоміг їм після того, як дворецький викрав їх, щоб отримати статки своєї пані, що призначалися у спадок її кішкам. Фільм вийшов у прокат у США 11 грудня 1970 року.
Студія Волта Діснея запланувала випустити продовження «Коти-аристократи II» у грудні 2005 року. Але на початку 2006 року виробництво продовження було скасовано.

## Сюжет
Дія мультфільму відбувається у Парижі у Франції у 1910 році та зосереджена навколо кішки-матері на кличку Герцогиня і її трьох кошенят: білу Марі, чорно-білого Берліоза і рудого Тулуза. Кішки живуть у особняку колишньої оперної співачки мадам Аделаїди Бонфамілі, разом з її англійським дворецьким Едґаром. Спочатку, мадам Аделаїда зустрічається зі своїм ексцентричним старим другом адвокатом Жоржем Хоткуртом. Мадам заявляє йому, що вона бажає, щоб Едґар дбав про її улюблених котів, до тих пір, поки вони помруть. Після чого він буде мати право безпосередньо вступити у спадок. Едґар чує її слова із своєї комірчини та вважає (думаючи про «байку», що у котів є дев'ять життів), що він помре раніше, ніж буде мати право успадкувати статки Мадам Аделаїди. Дворецький задумує спосіб, щоб видалити котів з їхнього статусу спадкоємців. Він присипляє їх, виливаючи цілу пляшку снодійного до їжі, а потім поміщає кішок у корзинку, щоб вивезти за місто. Однак, під час шляху йому трапляються два пси на ім'я Наполеон і Лафаєтт. Собаки нападають на Едґара. Вони кусають його за спину і за ногу. Після сутички дворецький примудряється вирватися, але при цьому залишає свою парасольку, капелюх-казанок, кошик зі сплячими котами та коляску свого мотоцикла. Отже, коти виявилися далеко від дому. У цей час Мадам Аделаїда, миша Рокфор і конячка Фру-Фру виявляють їх пропажу.
На ранок Герцогиня зустрічає вуличного кота на ім'я Абрахам де Лейсі Джузеппе Кейсі Томас О'Меллі, який пропонує привести її і кошенят назад до Парижу. Зустрівшись з Томасом О'Меллі, Герцогиня зачарована ним. Томасу, звичайно, Герцогиня теж сподобалася. І її кошенята також були захоплені новим другом.
Важко довелося котам дорозі до Парижу. Їм довелося їхати «автостопом» у кузові машини, що везе молоко, після чого водій їх помітив та вигнав. Кошеня-дівчинка Марі згодом падає у річку. Кіт О'Меллі рятує її. Сам же потопаючий О'Меллі у той момент був врятований парочкою англійських гусок Амелією Геббл і її сестрою Ебігейл Геббл, подорожуючих до Парижа. Правда, спочатку гуски хотіли його навчити плавати, але у процесі «навчання» Томас ледь не потонув. Витягнувши кота на сушу, Амелія та Абігейл приєднуються до котів на їх шляху до Парижу, куди вся компанія і вирушає, дружно крокуючи гусячою ходою.
Подорожуючи по дахах міста та майже дійшовши до місця, О'Меллі пропонує котам свою «подушку», щоб провести ніч. При цьому вони зустрічають кота Киш-Брися і його джаз-банд-групу, які є близькими друзями О'Меллі і які виконали пісню «Кожний хоче бути котом». Після того, як джаз-група пішла та кошенята лягли спати, О'Меллі та Герцогиня проводять вечір на сусідньому даху і розмовляють. У цей час кошенята підбігають до підвіконня та слухають їх. Попри те, що у них обох з'явилися почуття одне до одного, Герцогиня, зрештою, вважає, що їм доведеться розлучитися, думаючи, що Мадам Аделаїда не прийме Томаса. Тим часом Едґар розуміє, що від його злочину на місці залишилися докази: капелюх, парасолька та коляска мотоцикла.
Вранці коти повертаються до особняка, і сумний О'Меллі йде. Едґар хапає котів, затягнувши їх у мішок, та швидко ховає їх у духовці. Мишеня Рокфор мчить слідом за О'Меллі, щоб просити його про допомогу. Він наздоганяє кота, після чого О'Меллі мчить назад до особняка, наказуючи, щоб Рокфор знайшов кота Ската і його джаз-банду. Прибігши до котів, Рокфор був наляканий італійським котом на ім'я Пеппо. Мишеня намагається втекти, але його ловить кіт Скат. Рокфор говорить йому, що його послав О'Меллі, що Герцогиня, Марі, Берліоз та Тулуз знаходяться у небезпеці і що їм потрібна допомога.
Едґар поміщає котів у посилку, яку він планує послати до Тімбукту, в Африку. О'Меллі, кіт Скат і його банда, Рокфор та кінь Фру-Фру починають боротися з Едґаром, у той час як Рокфор звільняє Герцогиню та кошенят. Зрештою Едґар був поміщений у ящик, який був посланий прямо у Тімбукту. Заповіт мадам Аделаїди було переписано так, щоб викреслити Едґара зі списку та включити туди О'Меллі; одночасно, Мадам Аделаїда засновує фонд милосердя, який надавав притулок усім безпритульним котам Парижа. У цей будинок прибуває група кота Ската та починає знову співати пісню: «Кожний хоче бути котом».

## Оригінальне озвучення
- Ева Габор — Герцогиня (Робі Лестер виконувала пісні для цієї ролі)
- Філ Гарріс — Томас О'Мейлі (повне ім'я: Абрагам ді Лейсі Джузеппе Кейсі Томас О'Мейлі)
- Ґері Дабін — Тулуз
- Луіз Інгліш — Мері
- Дін Кларк — Берліоз
- Родді Мод-Роксбі — Едґар Балтазар
- Скетмен Крозерс — Кіт-адзусь
- Пол Вінчел — Шан Ґон
- Лорд Тім Гадсон — Кіт-вбивця
- Віто Скотті — Пеппо
- Сарл Рейвенскрофт — Біллі Бос
- Стерлінґ Голловей — Рокфорт
- Пет Батрам — Наполеон
- Джордж Ліндсі — Лафаєст
- Герміона Бедлі — Мадам Аделаіде Бонфамілле
- Чарлз Лейн — Джордж Готекорт
- Ненсі Калп — Фро-фро (Рус Баззі виконувала пісні для цієї ролі)
- Моніка Еванс — Абіґейл Ґабл
- Керол Шеллі — Амілія Ґабл
- Біл Томпсон — дядько Валдо
- Пітер Ренадей — французький молочар/Манюній кухар кафе/вантажники (не вказано в титрах)

## Український дубляж

### Старий дубляж
Фільм дубльовано студією «Омікрон» на замовлення інтернет-порталу «Гуртом» у 2014 році.
- Режисер дубляжу — Євген Малуха
- Перекладач — Олекса Негребецький
- Перекладач пісень — Дмитро Рассказов-Тварковський
- Музичний керівник — Анна Колберт
- Звукорежисер — Віктор Кормановський
- Диктор — Євген Малуха
- Ролі дублювали: Андрій Твердак, Ганна Чиж, Євген Малуха, Ніна Касторф, Андрій Альохін, Наталя Романько-Кисельова, Юрій Дорошенко, Віталій Деркач, Сергій Труфанов, Борис Георгієвський, Дмитро Рассказов-Тварковський, Дар'я Сахновська, Михайло Черенеченко.

### Новий дубляж
Фільм дубльовано студією «Le Doyen» на замовлення компанії «Disney Character Voices International» у 2017 році.
- Режисер дубляжу — Павло Скороходько
- Перекладач — Федір Сидорук
- Перекладач пісень — Ілля Чернілевський
- Музичний керівник — Тетяна Піроженко
- Диктор — Михайло Войчук
- Ролі дублювали:
- Катерина Сергеєва — Герцогиня
- Андрій Твердак — Томас О'Мейлі (повне ім'я: Абрагам ді Лейсі Джузеппе Кейсі Томас О'Мейлі)
- Ірина Дорошенко — Мадам
- Єгор Скороходько — Берліоз
- Галина Дубок — Марі
- Арсен Шавлюк — Тулуз
- Олена Бліннікова — Амелія
- Тетяна Антонова — Ебіґейл
- Андрій Альохін — Рокфор
- Юрій Гребельник — Едґар
- Євген Малуха — Жорж
- Назар Задніпровський — Наполеон
- Анатолій Зіновенко — Лафаєт

## Знімальна група
- Адаптація історії: Містер Андерсон, Ларрі Клеммонс, Ерік Клеворт, Венс Джеррі, Джуліус Свендсен, Франк Томас, Ральф Райт
- Засноване на історії Тома МакГавен і Тома Роува
- Головні аніматори: Мілт Кале, Оллі Джонстон, Франк Томас, Джон Лунсбері
- Аніматори: Гел Кінг, Ерік Клеворт, Фред Гельміх, Ерік Ларсон, Джуліус Сведсен, Волт Стенчфілд, Девід Мікенер
- Аніматори ефектів: Дан МакМанус, Дік Лукас
- Макетні художники: Дон Гріффіт, Базил Давидович, Сільвія Ромер
- Фонові художники: Ал Демпстер, Білл Лейн, Ральф Галетт
- Начальник виробництва: Дон Дакуолл
- Асистенти директора: Ед Гансен, Ден Алгуір
- Звуковий редактор: Роберт О.Кук
- Редактор: Том Аскоту
- Музичний редактор: Евелін Кеннеді
- Композитор: Джордж Брунс
- Музичний директор: Волтер Шитс
- Продюсери: Вольфганг Райтерман та Вінстон Гіблер
- Директор: Вольфганг Райтерман

## Персонажі
У мультфільмі «Аристокоти» використовується кумедне поєднання безмовних тварин та тварин, що говорять. Серед різновидів тварин можна назвати: коти, собаки, миші, жаби, кінь, гуси, і півень.
- Абрахам де Лейсі Джузеппе Кейсі Томас О'Меллі — бездомний кіт, який допомагає Герцогині та її кошенятам і стає чоловіком Герцогині та вітчимом Тулузу, Марі і Берліозові. Коротшим його ім'ям вважається Томас О'Меллі.
- Герцогиня — біла пухнаста «аристократична» кішка, яка живе разом з Мадам Бонфамілі. вона дуже стежить за своєю власною поведінкою.
- Марі — біла пухнаста кішечка, дочка Герцогині. Скромна та романтична.
- Берліоз — чорне кошеня, син Герцогині. Він є шкодником за характером та схильним до конкуренції щодо свого рідного брата.
- Тулуз — руде кошеня, син Герцогині. Він має схильність до показу себе сильним та бравим. Не дивно, йому подобається кіт О'Меллі та Тулуз стає першим, який хоче, щоб Томас залишився з ними.
- Едґар Бальтазар — жадібний та підступний, але смішний дворецький мадам Бонфамілі.
- Рокфор — сіре мишеня, що живе в будинку разом з Герцогинею та її кошенятами.
- Киш-Тпрусь — лідер джаз-банд групи бездомних кішок і друг кота Томаса.
- Мадам Аделаїда Бонфамілі — господиня кішки Герцогині і її кошенят.
- Наполеон та Лафаєтт — дві мисливські собаки, які нападають на Едґара. Наполеон (щоб не бути переплутаним з Наполеоном Бонапартом), шукач, в той час як Лафаєтт — собака бассет-хаунд. Ці два пса достатньо організовані, щоб діяти як взвод солдат, з яких Наполеон вважає себе головним. Жарт тут полягає в тому, що розумні рішення приймає Лафаєтт, але оскільки Наполеон вважає себе головним, то він озвучує ці рішення сам і наказує починати дії після своєї особистої команди.
- Фру-Фру — кінь мадам Бонфамілі. Дружить з Рокфором, Герцогинею та кошенятами.
- Амелія та Абігейл Геббл — дві англійських гуски, які рятують тонучого кота Томаса О'Меллі.
- Дядя Уолдо — дядечко Амелії та Абігейл. Він мало не став стравою в «Маленькому Кафе» в Парижі. Він був замаринувати в білому вини, яке зробило його п'яним, в якому вигляді він і зустрівся кішкам та племінниць.
- Жорж Готкурт — літній адвокат мадам Бонфамілі. Мадам розповідає адвокату про своє бажання (те, що почув Едґар). Жорж достатньо бадьорий для свого віку, хоча він описує себе як: «не настільки рухливий, ніж тоді, коли мені було 80 років а ?», Вказуючи на те, що йому більше 80 років і що можливо він ще старше ніж Мадам Бонфамілі. Мадам називає його як свого «найстарішого та дорогого друга».
- Шун Гон — китайський сіамський кіт, який грає на барабанах та фортепіано, використовуючи китайські палички для їжі. У силу цього, критики іноді називали цей факт расовим стереотипом.
- Кот Хіт — англійська кіт, який має скуйовджену світлу шерсть.
- Пеппо — італійський кіт, що носить капелюх як у Робін Гуда та червоний шарф.
- Біллі Бос — сірий, довгошерстий російський кіт, який грає на контрабасі у джаз-групі Киш-Брися.
- Молочник — молочник, який виганяє О'Меллі та кішок-аристократів з його вантажівки з молоком, у якому вони подорожували автостопом.

## Випуск на екрани
Мультфільм «Аристокоти» повторно вийшов у кінотеатрах 19 грудня 1981 р. і 10 квітня 1987 року на VHS він вийшов у Європі 1 січня 1990 року.
Спочатку мультфільм вийшов на VHS у Північній Америці у розділі Класики Діснея 10 квітня 1986 року та 1 січня 1992 року. У ряду Колекції Шедеврів Діснея 24 квітня 1996 року. і на DVD — 4 квітня 2000 року. у Золотій Класичній Колекції Діснея.
5 лютого 2008 р. вийшов новий та єдиний диск Спеціального Видання (раніше оголошений як набір з 2 дисками).

### Випуск в інших країнах
- Бразилія: 20 лютого 1971
- Аргентина: 14 травня 1971
- Австралія: 5 серпня 1971
- Італія: 13 листопада 1971
- Англія: 22 листопада 1971
- Швеція: 4 грудня 1971
- Іспанія: 6 грудня 1971
- Франція: 8 грудня 1971
- Західна Німеччина: 16 грудня 1971
- Фінляндія: 17 грудня 1971
- Тринідад і Тобаго: 20 грудня 1971
- Данія: 26 грудня 1971
- Норвегія: 26 грудня 1971
- Ісландія: 29 грудня 1971
- Гонконг: 20 січня 1972
- Японія: 11 березня 1972
- Португалія: 25-27 жовтня 1977, 6 лютого 1978, 10 лютого 1978, 14-16 лютого 1978
- Мексика: 6 грудня 1978
- Пакистан: 20 квітня 1981
- Росія: 27 березня 2008
- Румунія: 27 березня 2008
- Болгарія: 27 березня 2008

## Пісні
1. «Аристократи» — пісня Моріса Шевальє, яка є піснею від назви фільму. Була написана Робертом та Річардом Шерманом. Актор та співак Моріс Шевальє, будучи на пенсії, отримав спеціальне запрошення, щоб заспівати цю пісню для мультфільму. Він зробив цей запис англійською мовою, так само як і на французькою мовою («Naturellement — les Aristocats!»)
2. «Гамми та Арпеджіо» — Ліз Енгліш, Гарі Дубін, Дін Кларк, Робі Лестер
3. «Кіт Томас О'Меллі» — Філ Гарріс
4. «Кожний Хоче Бути Котом» — Філ Гарріс, Скетман Кротерс, Турла Равенскрофт, Віто Скотті, Пол Вінчелл. пісня була також випущена як рідкісний нині сингл на грамплатівці 45 обертів на хвилину, у версії, де співав лише Філ Гарріс. Компакт-диск з піснями з мультфільму, випущений 1996 року, містить відредаговану версію пісні. Тепер «політично неправильні лінії», заспівані «китайським котом», видалені
5. «Вона ніколи не відчував Самотність» — Робі Лестер
6. «Кожний Хоче Бути Котом (повторення)» — Філ Гарріс, Скетман Кротерс, Турла Равенскрофт, Віто Скотті, Пол Вінчелл, Рут Буззі, Білл Томпсон.

На диску: «Класика Діснея: 60 Років Музичних Чарів», включена пісня: «Кіт Томас О'Меллі» до фіолетового диску і «Кожний Хоче Бути Котом» до помаранчевого диску. До «суперхітів Діснея» включена пісня: «Кожний Хоче Бути Котом» до червоного диску.

## Скасоване продовження
Мультфільм «Аристокоти II», як передбачалося, повинен був стати прямим продовженням першої частини. Спочатку було намічено випустити його 2007 року, але виробництво було скасовано на початку 2006 року після того, як Студія Діснея придбала студію «Pixar» та припинила всі проєкти, не пов'язані з лінією споживчого товару. Досі ще невідомо, чи буде випущено продовження взагалі.